# 福岡奈織
福岡 奈織（ふくおか なお、1992年 - ）は日本の平和活動家。はちろくトーク主宰。被爆者の孫であり被爆3世である。

## 経歴
広島県呉市出身。安佐南区在住。広島大学総合科学部卒業。
被爆者の祖父は体験を語ることなく1997年に死去したため、被爆3世という意識はなく、原爆と向き合ったのは学校での平和学習だった。
2013年、広島市中区にて行われた漫画『はだしのゲン』関連のイベントに実行委員として参加した。作者・中沢啓治の手記をもとに主人公ゲンが被爆した場所や通った道を実際に歩いた。
2014年にタヒチを訪れた際、核兵器はタブー視されていることを知った。原子爆弾を受けた広島県の県民である福岡は歓迎され、放射能による不安を打ち明けられた。広島とタヒチの核の捉え方をどう論文にまとめるかを悩んだが、思いを表に出すことが1番の話してくれたタヒチの人たちへの恩返しだと思い筆を進めたという。その経験から同年、大学生のグループで、原爆について話し合う「はちろくトーク」を開催した。
2018年、ノーベル平和賞を受賞した「核兵器廃絶国際キャンペーン」国際運営委員の川崎哲から声をかけられ、8泊9日の平和記念公園でのフィールドワークを開催した。

## 所属
- はちろくトーク（主宰）
- カクワカ広島（メンバー）
- リンガ・フランカ（メンバー）

## 過去の出演

### ラジオ
- Canvas 〜キャンバス〜（2014年4月4日 - 2020年3月20日 毎月第4週を除く 毎週金曜日放送 22:00 - 24:00、RCCラジオ） - 代理アシスタント